# 奈良県道195号王寺三郷斑鳩線
奈良県道195号王寺三郷斑鳩線（ならけんどう195ごう おうじさんごういかるがせん）は、奈良県北葛城郡王寺町から生駒郡斑鳩町に至る一般県道である。

## 概要
北葛城郡王寺町藤井2丁目から生駒郡斑鳩町龍田西4丁目に至る。

### 路線データ
- 起点：北葛城郡王寺町藤井2丁目（藤井2丁目交差点、国道25号交点）
- 終点：生駒郡斑鳩町龍田西4丁目（竜田大橋交差点、国道25号・国道168号交点）

## 路線状況

### 重複区間
- 奈良県道194号椿井王寺線（生駒郡三郷町勢野東1丁目 - 生駒郡三郷町東信貴ケ丘1丁目・東信貴ヶ丘交差点）

### 道路施設

#### 橋梁
- 大正橋（大和川、北葛城郡王寺町）

## 地理

### 通過する自治体
- 奈良県
  - 北葛城郡王寺町 - 生駒郡三郷町 - 生駒郡斑鳩町

### 交差する道路
| 交差する道路                         | 市町村名 | 市町村名 | 交差する場所    | 交差する場所           |
| ------------------------------------ | -------- | -------- | --------------- | ---------------------- |
| 国道25号                             | 北葛城郡 | 王寺町   | 藤井2丁目       | 藤井2丁目交差点 / 起点 |
| 奈良県道194号椿井王寺線 重複区間起点 | 生駒郡   | 三郷町   | 勢野東1丁目     |                        |
| 奈良県道236号信貴山線                | 生駒郡   | 三郷町   | 勢野東4丁目     | 勢野東交差点           |
| 奈良県道194号椿井王寺線 重複区間終点 | 生駒郡   | 三郷町   | 東信貴ケ丘1丁目 | 東信貴ヶ丘交差点       |
| 国道25号 国道168号                   | 生駒郡   | 斑鳩町   | 龍田西4丁目     | 竜田大橋交差点 / 終点  |

### 交差する鉄道
- 近鉄生駒線

### 沿線
- 大和川
- JR西日本関西本線 三郷駅
- 三郷町立三郷小学校
- 三郷町立三郷中学校
- 三郷町役場
- 近鉄生駒線 信貴山下駅